# Aspergillus caballeroi
Aspergillus caballeroi es una especie de Aspergillus con conidios de 3-4,5 x 2,5-4,5 micrómetros. Se lo encuentra en suelos y en residuos animales.
Es una especie anamorfa (hifomicetal). Es solo ocasionalmente patogénica.
La dra. Elena Paunero Ruiz del Real Jardín Botánico de Madrid lo nombró con el específico en honor del que había sido director dr. Arturo Caballero Segarés (1877-1950).